# Lijst van oorlogsmonumenten in Oegstgeest
De Nederlandse gemeente Oegstgeest heeft verschillende oorlogsmonumenten. Hieronder een overzicht.
| Nr.                             | Object                           | Herdachte groep | Ontwerper                                                                 | Onthulling | Type         | Locatie                                    | Plaats     | Coördinaten                   | Foto                             |
| ------------------------------- | -------------------------------- | --- | ------------------------------------------------------------------------- | ---------- | ------------ | ------------------------------------------ | ---------- | ----------------------------- | -------------------------------- |
| 2043                            | Oorlogsmonument                  | militairen in dienst van het Ned. Kon. na 1945, militairen in dienst van het Ned. Kon. 1940-1945, burgerslachtoffers, verzet Nederland | Herbert Nouwens (beeld), Monica Elias-van Panthaleon van Eck (plaquettes) | 3 mei 1982 | overig       | Bos van Wijckerslooth, 2342 AN             | Oegstgeest | 52° 11' 2" NB, 4° 28' 15" OL  | Oorlogsmonument                  |
| 3345                            | Oorlogsmonument                  | geallieerde militairen | Dick Breedijk                                                             | 4 mei 2009 | plaquette    | Kleyn Proffijtlaan 86, 2343 KX             | Oegstgeest | 52° 11' 26" NB, 4° 28' 57" OL | Oorlogsmonument                  |
|                                 | Oorlogsgraven van het Gemenebest | geallieerde militairen |                                                                           |            | grafmonument | Haarlemmerstraatweg 6 (N.H. Kerk), 2343 LB | Oegstgeest | 52° 11' 38" NB, 4° 28' 4" OL  | Oorlogsgraven van het Gemenebest |
| 4663                            | Vrouwen in verzet                | verzet Nederland | Jan Wolkers                                                               | 1997       | overig       | Rhijngeesterstraatweg 13, 2342 AN          | Oegstgeest | 52° 10' 42" NB, 4° 27' 44" OL | Meer afbeeldingen                |
| Dit oorlogsmonument op Wikidata | Stolpersteine                    | vervolgden Nederland | Gunter Demnig                                                             |            | reliëf       | Zie Lijst van Stolpersteine in Oegstgeest  |            |                               | Meer afbeeldingen                |

Alblasserdam ·
Albrandswaard ·
Alphen aan den Rijn ·
Barendrecht ·
Bodegraven-Reeuwijk ·
Capelle aan den IJssel ·
Delft ·
Den Haag ·
Dordrecht ·
Goeree-Overflakkee ·
Gorinchem ·
Gouda ·
Hardinxveld-Giessendam ·
Hendrik-Ido-Ambacht ·
Hillegom ·
Hoeksche Waard ·
Kaag en Braassem ·
Katwijk ·
Krimpen aan den IJssel ·
Krimpenerwaard ·
Lansingerland ·
Leiden ·
Leiderdorp ·
Leidschendam-Voorburg ·
Lisse ·
Maassluis ·
Midden-Delfland ·
Molenlanden ·
Nieuwkoop ·
Nissewaard ·
Noordwijk ·
Oegstgeest ·
Papendrecht ·
Pijnacker-Nootdorp ·
Ridderkerk ·
Rijswijk ·
Rotterdam ·
Schiedam ·
Sliedrecht ·
Teylingen ·
Vlaardingen ·
Voorne aan Zee ·
Voorschoten ·
Waddinxveen ·
Wassenaar ·
Westland ·
Zoetermeer ·
Zoeterwoude ·
Zuidplas ·
Zwijndrecht